# Roland Straumann
Roland Straumann (* 3. Oktober 1899 in Waldenburg BL; † 24. November 1999 in Liestal) war ein Arzt, Unternehmer und Politiker aus Waldenburg im Schweizer Kanton Basel-Landschaft.

## Leben

### Familie
Roland Straumann war der Sohn des Hermann Straumann (1862–1948) (Arzt und Politiker) und der Fanny Mathilde Thommen (1862–1928) aus Waldenburg. Er hatte drei Geschwister. Er besuchte die Grund- und Bezirksschule in Waldenburg. Als einziger Schüler seiner Bezirksschulklasse (1912 bis 1915) erlernte Roland die Lateinische Sprache. 1915 wechselte er nach Basel auf das Mathematisch-Naturwissenschaftlich Gymnasium (MNG).
1918 machte er die Matura und begann mit dem Medizinstudium an der Universität Basel. An den Universitäten von Heidelberg, London und Paris war er zur weiteren Ausbildung. Er heiratete 1927 Emilie Lili Beck (1901–1953) von Basel. Sie hatten sechs Kinder.
- Dorothea «Dorette» (1928–2018), in Riehen, bekannt unter dem Künstlernamen Dorette Huegin[1]
- Kurt (1929–2017)
- Susanna (1932–2013), in Stockach
- Johann Jakob «Hans» (* 1934), in Langendorf SO,
- Peter (1941–1980), in Marburg
- Katharina (1944–1982), in Florenz

### Medizin
1926 schloss er sein Staatsexamen in Basel mit Promotion ab. In dem im Emmental gelegenen Bezirksspital von Langenthal begann er 1926 als Assistenzarzt. 1927 konnte Roland die Arztpraxis seines Vaters in Waldenburg übernehmen.
Nach dem Zweiten Weltkrieg engagierte sich Straumann als Aufsichtsarzt im Kurhaus in Langenbruck. Dort waren Migranten, jüdische Flüchtlinge und Kriegsverletzte untergebracht. Im Kantonalen Kinderbeobachtungsheim in Langenbruck setzte er sich als Arzt für gehirngeschädigte Kinder ein. Von 1952 bis 1968 war er Präsident der Ärztegesellschaft Baselland.

### Militär
Während der Zeit des Zweiten Weltkriegs absolvierte Straumann im Schweizer Militär rund 1000 Aktivdiensttage, an denen er meist mit seinem Pferd im unwegsamen Gelände von Lenk im Simmental unterwegs war. Er diente als Armeearzt. Als Kommandant führte er die Sektion V/8 der Militär-Sanitätsanstalt in Lenk. Nach Kriegsende erreichte er noch den Rang eines Oberstleutnants.

### Politik
Zwischen 1940 und 1956 war Straumann als Mitglied der Freisinnig-Demokratischen Partei (FDP) im Baselbieter Landrat. 1951/1952 war er Landratspräsident. Als Politiker und Landrat setzte er sich für die Elektrifizierung der Waldenburgerbahn ein. 1952/1953 war er Präsident der Staatswirtschaftskommission. 1983 war er Präsident im Komitee «Laufetal blyb bi Bärn» und 1991 war er Präsident im Komitee «Baselland ohne Laufental».

#### Gemeinde
Im Oktober 1936 wurde Straumann in den Gemeinderat und im November 1936 zum Gemeinderatspräsidenten von Waldenburg gewählt.

### Wirtschaft
Straumann war von 1935 bis 1977 im Verwaltungsrat der Grossmetzgerei Bell AG in Basel. 1937 wurde er Verwaltungsrat der Waldenburgerbahn. Ab 1951 war er Direktionspräsident der Bahn und ab 1952 bis 1980 deren Verwaltungsratspräsident.
Im März 1938 wurde Straumann Verwaltungsrat der Thommens Uhrenfabrik AG. Ab 1942 war er Delegierter und ab 1944 bis 1993 Verwaltungsratspräsident.
Zwischen 1945 und 1975 war Straumann Verwaltungsrat bei der Basellandschaftlichen Hypothekenbank. 1954 war er der Gründer der Handels- und Gewerbebank AG in Liestal, deren Präsident blieb er bis 1964. 1961 bis 1994 war er Präsident der Manufactures d’Horlogerie Suisses Réunies SA (MSR-Holding).

## Trivia
Bereits 1911 mit knapp 12 Jahren durfte Roland Straumann mit dem Automobil des Vaters fahren. Nach getaner Arbeit wollte dieser abgeholt werden. So ergaben sich Fahrten nach Hölstein im Waldenburgertal oder nach Langenbruck. Langenbruck erforderte eine Passfahrt über den Oberen Hauenstein. Die Passhöhe auf 734 m. ü. M. musste über eine schmale, ungeteerte, mit etlichen Serpentinen versehene Strasse erklommen werden. Roland Straumann dürfte wohl derjenige Automobilist mit der längsten Fahrpraxis sein. Seine letzte Autofahrt hinter dem Lenkrad unternahm er im 1994.

## Ehrungen
- 1968: Ehrenpräsidentschaft der Ärztegesellschaft Baselland
- 1980: Ehrenpräsidentschaft der Waldenburgerbahn AG, Waldenburg
- 1993: Ehrenpräsidentschaft der Revue Thommen AG, Waldenburg

## Anmerkungen und Einzelnachweise

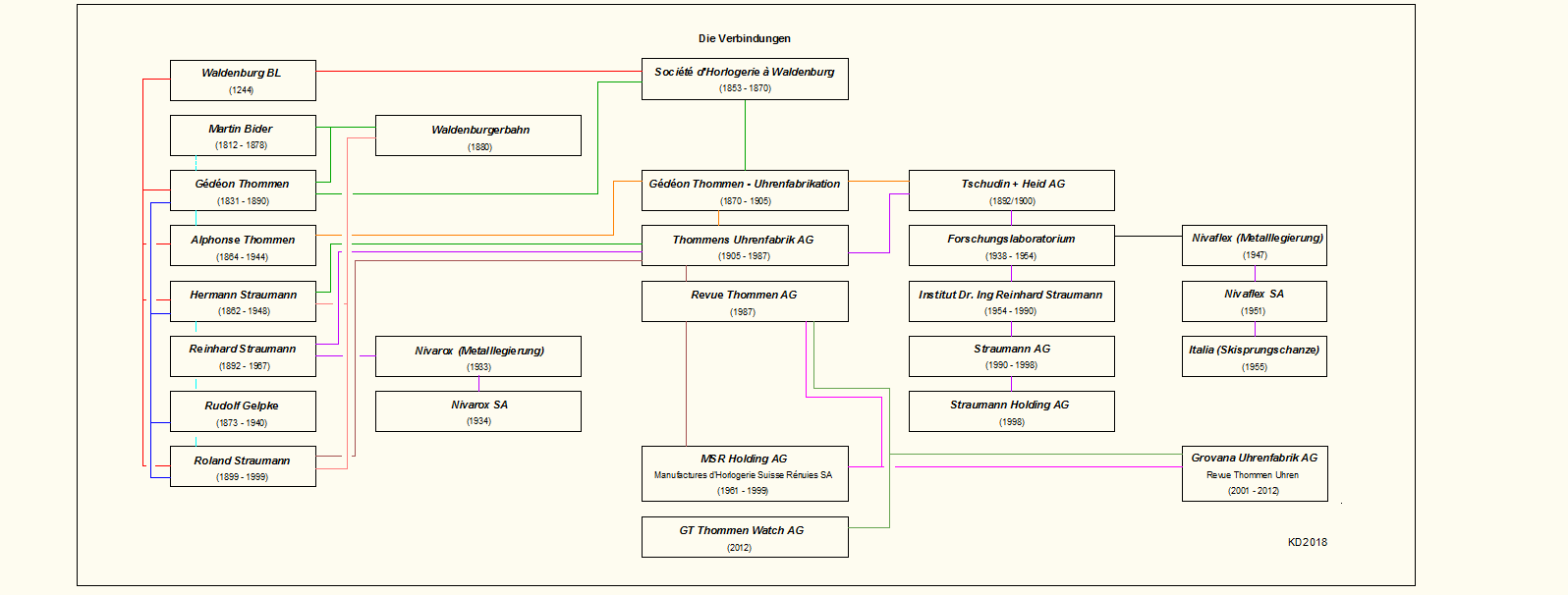
Die Verbindungen